# 奧羅拉 (印地安納州)
奧羅拉（英語：Aurora）是一個位於美國印地安納州迪爾伯恩縣的城市。

## 地理
奧羅拉的座標為39°03′31″N 84°54′13″W / 39.05861°N 84.90361°W，而該地的平均海拔高度為148米（即486英尺）。

## 人口
根據2010年美國人口普查的數據，奧羅拉的面積為8.82平方千米，當中陸地面積為8.53平方千米，而水域面積為0.29平方千米。當地共有人口3,750人，而人口密度為每平方千米425.17人。